# Borgholm
Borgholm este un oraș în Suedia.

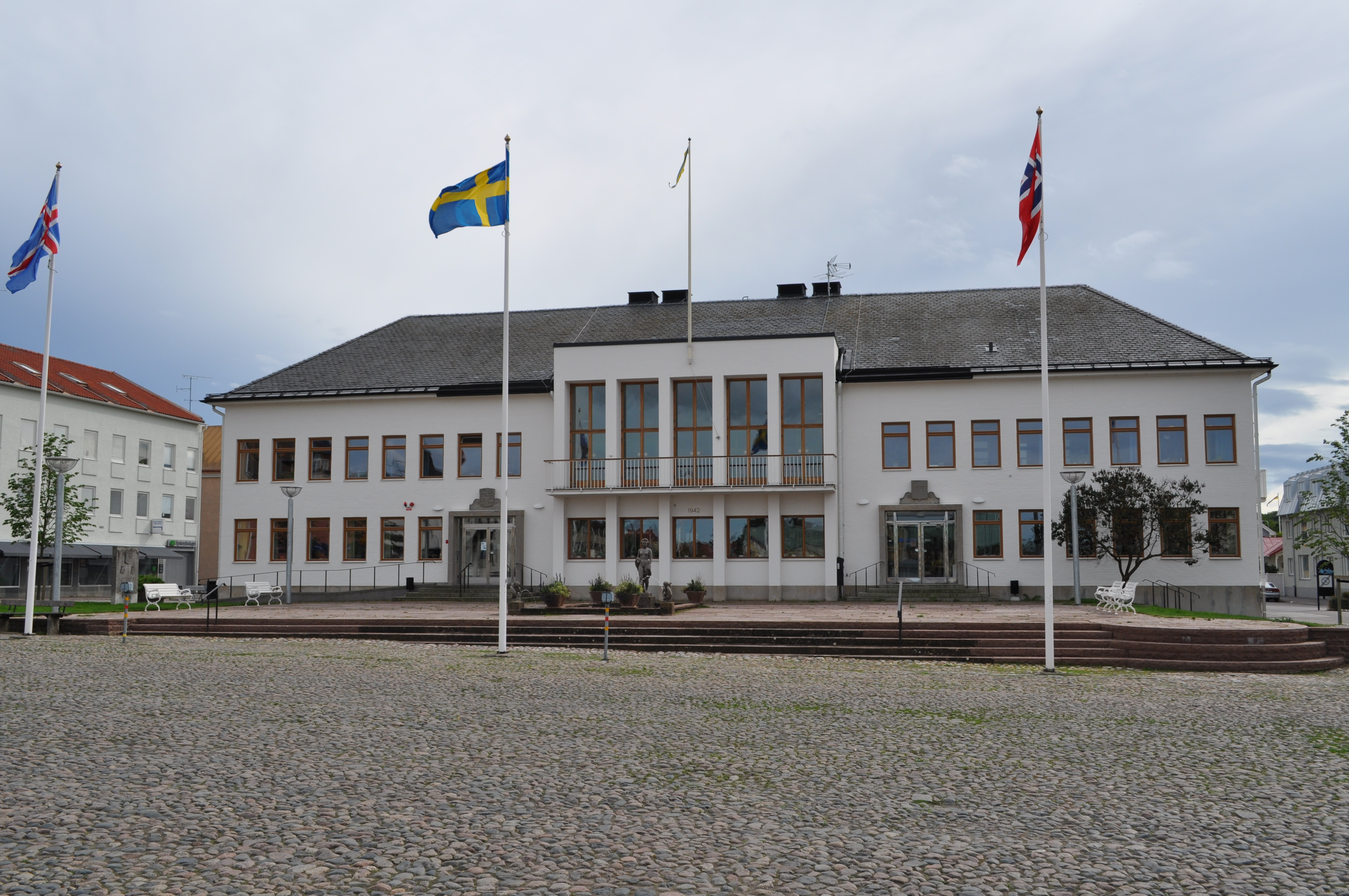
Primăria

Se află la o altitudine de 5 m deasupra nivelului mării. Are o suprafață de 913 ha. Populația este de 4.374 locuitori, determinată în 31 decembrie 2020.

## Demografie
| \| Evoluția demografică a zonei urbane Borgholm, 1970–2015 \| Evoluția demografică a zonei urbane Borgholm, 1970–2015 \| Evoluția demografică a zonei urbane Borgholm, 1970–2015 \| Evoluția demografică a zonei urbane Borgholm, 1970–2015 \| Evoluția demografică a zonei urbane Borgholm, 1970–2015 \| \| --------------------------------------------------------------------------------------- \| ------------------------------------------------------- \| ------------------------------------------------------- \| ------------------------------------------------------- \| ------------------------------------------------------- \| \| An \| \| \| Locuitori \| \| \| 1970 \| 1970 \| \| 2.424 \| 2.424 \| \| 1975 \| 1975 \| \| 2.789 \| 2.789 \| \| 1980 \| 1980 \| \| 3.000 \| 3.000 \| \| 1990 \| 1990 \| \| 3.169 \| 3.169 \| \| 1995 \| 1995 \| \| 3.279 \| 3.279 \| \| 2000 \| 2000 \| \| 3.192 \| 3.192 \| \| 2005 \| 2005 \| \| 3.093 \| 3.093 \| \| 2010 \| 2010 \| \| 3.071 \| 3.071 \| \| 2015 \| 2015 \| \| 4.344 \| 4.344 \| \| Sursa: SCB - Statistika Centralbyrån, Folkmängden per tätort. Vart femte år 1960 - 2016 \| \| \| \| \| |      |  |           |       |
| Evoluția demografică a zonei urbane Borgholm, 1970–2015 |      |  |           |       |
| An |      |  | Locuitori |       |
| 1970 | 1970 |  | 2.424     | 2.424 |
| 1975 | 1975 |  | 2.789     | 2.789 |
| 1980 | 1980 |  | 3.000     | 3.000 |
| 1990 | 1990 |  | 3.169     | 3.169 |
| 1995 | 1995 |  | 3.279     | 3.279 |
| 2000 | 2000 |  | 3.192     | 3.192 |
| 2005 | 2005 |  | 3.093     | 3.093 |
| 2010 | 2010 |  | 3.071     | 3.071 |
| 2015 | 2015 |  | 4.344     | 4.344 |
| Sursa: SCB - Statistika Centralbyrån, Folkmängden per tätort. Vart femte år 1960 - 2016 |      |  |           |       |